# Baté
Baté község Somogy vármegyében, a Kaposvári járásban.

## Fekvése
Kaposvártól 15 kilométerre keletre, a Kapos-völgy szívében fekszik.
A közvetlenül határos települések: észak felől Fonó, kelet felől Mosdós, dél felől Kaposkeresztúr, délnyugat felől Kaposhomok, nyugat felől pedig Taszár.

### Megközelítése
Legfontosabb közúti megközelítési útvonala a 61-es főút, mely délkelet-északnyugati irányban végighúzódik belterületén. Igal felé itt ágazik ki a főútból északnak a 6503-as út, az ellenkező irányban pedig a Kaposkeresztúrra vezető 65 106-os mellékút.
A falu közlekedése jó, naponta mintegy 46 autóbusz-járatpár halad át rajta; könnyen elérhető a közeli megyeszékhely, Kaposvár, a 14 kilométerre fekvő Dombóvár, és a Balaton irányába is járnak autóbuszok.
Megállási pontja van a (Budapest-)Dombóvár–Gyékényes-vasútvonalnak is, melynek jelentős a személy- és teherforgalma; a falu délnyugati szélén lévő Baté vasútállomáshoz négy sínpáros rakodó-pályaudvar is tartozik.

## Története
A település a középkorban, egészen 1696-ig Tolna vármegyéhez tartozott. A legrégebbi irat Batéról a 14. századból maradt fenn, az oklevelek tanúsága szerint akkoriban Batejnek hívták. A község környékén már időszámításunk előtt is éltek emberek, amit a falu közelében talált, ma a Nemzeti Múzeumban őrzött neolit kori csiszolt kőeszközök és fémkarikák is bizonyítanak. 
Baté a 16. században Bati, majd háromszáz évvel később Bathé néven szerepelt. 1343-ban a Dersfi család, majd 1452-től az Esterházy család és a Festetics család birtokában volt, 1733-tól a második világháború végéig pedig a Gyulai-Gaál család birtokolta a területet. A török uralom alatt a falu csaknem teljesen elpusztult, 1686-ban mindössze öt család élt benne. Jelentős helytörténeti eseményként tartják számon a krónikák az 1848-as esztendőt, amikor a jobbágyok önkényesen földet foglaltak az uraságtól, de ő az 1848–49-es forradalom és szabadságharc leverése után e földeket visszavette.
A település első iskoláját 1768-ban létesítette a római katolikus egyház. A 19. században használt pecsétjén az S. A. monogram látható. A múlt század első évtizedeiben több mint hatszázan laktak itt, ebben az időben már vasútállomása, postája, telefonja is volt Baténak. 1990-ben 804 fő, 2006-ban pedig már csaknem 900 fő volt a településen élők száma.
Az elmúlt években jelentős fejlődésen ment át a falu: gázrendszer épült, megszépültek a közterek, emlékművet állítottak, sportcentrum épült, s kicsinosították a közintézményeket. Jelentős összegeket fordítottak az út- és járdahálózat karbantartására is.

## Közélete

### Polgármesterei
- 1990–1994: Horváth Zoltán (független)[3]
- 1995–1996: Horváth Zoltán (független)[4][5]
- 1996–1998: Zsalakó Ernő (független)[6]
- 1998–2002: Zsalakó Ernő (független)[7]
- 2002–2006: Zsalakó Ernő (független)[8]
- 2006–2010: Zsalakó Ernő (független)[9]
- 2010–2014: Zsalakó Ernő (független)[10]
- 2014–2019: Zsalakó Ernő (független)[11]
- 2019–2024: Zsalakó Ernő (független)[12]
- 2024– : Bőzsöny András (független)[1]

Baté azon települések közé tartozik, ahol az 1994. december 11-i önkormányzati választás után, a polgármester-választás tekintetében szavazategyenlőség miatt nem lehetett eredményt hirdetni. A négy induló közül a két független (Fonai Jenő és Horváth Zoltán) a két pártjelöltet (a Fideszes Gyenes Jenőt és az MSZP-s Kárnyáczki Lajosnét) messze megelőzve egyaránt 130–130 szavazatot szerzett. Az emiatt szükségessé vált, 1995. június 18-án tartott időközi választás a hivatalban lévő településvezető, Horváth Zoltán győzelmét hozta. A településen 1996. április 14-én újabb időközi polgármester-választást kellett tartani Horváth lemondása miatt.

## Népesség
A település népességének változása:
| Lakosok száma | 837  | 822  | 809  | 752  | 770  | 765  | 771  |
|               | 2013 | 2014 | 2015 | 2021 | 2022 | 2023 | 2024 |

A 2011-es népszámlálás során a lakosok 77,8%-a magyarnak, 0,8% németnek, 5,4% cigánynak mondta magát (21,7% nem nyilatkozott; a kettős identitások miatt a végösszeg nagyobb lehet 100%-nál). A vallási megoszlás a következő volt: római katolikus 55,9%, református 2,4%, evangélikus 0,5%, felekezet nélküli 8,8% (31,5% nem nyilatkozott).
2022-ben a lakosság 94,3%-a vallotta magát magyarnak, 2,7% cigánynak, 0,9% németnek, 0,1-0,1% horvátnak, szerbnek, örménynek és szlováknak, 1,4% egyéb, nem hazai nemzetiségűnek (5,3% nem nyilatkozott; a kettős identitások miatt a végösszeg nagyobb lehet 100%-nál). Vallásuk szerint 42,9% volt római katolikus, 3,2% református, 1,3% evangélikus, 0,1% görög katolikus, 0,4% egyéb keresztény, 1,2% egyéb katolikus, 13% felekezeten kívüli (37,9% nem válaszolt).

## Nevezetességei
- Gaál-kastély

## Batéi tó
2005-ben kezdődött meg a magán horgásztó építése (horgászat áprilistól szeptember végéig péntektől vasárnapig 8 - 19 óra között). A helyére eredetileg az önkormányzat 15 hektáros csónakázó tavat tervezett.
Halak: ponty, amur, keszeg, kárász, csuka, süllő, harcsa. A tónak mindkét oldalán lehet horgászni a falu felőli oldalon az utolsó stégig, a másik oldalon pedig a V alakú fáig. A rendezett tóparton stégeket, ülőhelyeket és tűzrakóhelyeket alakítottak ki.